# Can Uzun
Can Yılmaz Uzun (Ratisbona, 11 novembre 2005) è un calciatore tedesco naturalizzato turco, centrocampista o attaccante dell'Eintracht Francoforte e della nazionale turca.

## Caratteristiche tecniche
Gioca principalmente da trequartista, ma può agire anche da punta centrale o seconda punta. Tecnico, rapido e con un buon fiuto per il gol, viene paragonato all'ex calciatore brasiliano Kaká.

## Carriera

### Club
Nel 2019 viene acquistato dal Norimberga, scalando facilmente le giovanili ed esordendo in prima squadra alla fine della stagione 2022-2023. Nell'annata successiva, contribuisce alla salvezza in 2. Bundesliga con 16 goal e 2 assist.
Il 2 luglio 2024 passa a titolo definitivo all'Eintracht Francoforte, firmando un contratto fino al 30 giugno 2029.

### Nazionale
Dopo aver giocato per le nazionali giovanili Under-17 e Under-18, nel 2024 ha fatto il suo esordio per la nazionale maggiore turca, in occasione della sconfitta per 1-0 contro la nazionale ungherese.

## Statistiche

### Presenze e reti nei club
Statistiche aggiornate all'11 maggio 2025.
| Stagione          | Squadra               | Campionato        | Campionato | Campionato | Coppe nazionali | Coppe nazionali | Coppe nazionali | Coppe continentali | Coppe continentali | Coppe continentali | Altre coppe | Altre coppe | Altre coppe | Totale | Totale | Totale |
| Stagione          | Squadra               | Comp              | Pres       | Reti       | Comp            | Pres            | Reti            | Comp               | Pres               | Reti               | Comp        | Pres        | Reti        | Pres   | Reti   |        |
| ----------------- | --------------------- | ----------------- | ---------- | ---------- | --------------- | --------------- | --------------- | ------------------ | ------------------ | ------------------ | ----------- | ----------- | ----------- | ------ | ------ | ------ |
| apr.-giu. 2023    | Norimberga            | 2L                | 3          | 0          | CG              | 0               | 0               | -                  | -                  | -                  | -           | -           | -           | 3      | 0      |        |
| 2023-2024         | Norimberga            | 2L                | 30         | 16         | CG              | 2               | 3               | -                  | -                  | -                  | -           | -           | -           | 32     | 19     |        |
| Totale Norimberga | Totale Norimberga     | Totale Norimberga | 33         | 16         |                 | 2               | 3               |                    | -                  | -                  |             | -           | -           | 35     | 19     |        |
| 2024-2025         | Eintracht Francoforte | BL                | 19         | 4          | CG              | 1               | 0               | UEL                | 10                 | 1                  | -           | -           | -           | 30     | 5      |        |
| Totale carriera   | Totale carriera       | Totale carriera   | 52         | 20         |                 | 3               | 3               |                    | 10                 | 1                  |             | -           | -           | 65     | 24     |        |

### Cronologia presenze e reti in nazionale
| Cronologia completa delle presenze e delle reti in nazionale ― Turchia | Cronologia completa delle presenze e delle reti in nazionale ― Turchia | Cronologia completa delle presenze e delle reti in nazionale ― Turchia | Cronologia completa delle presenze e delle reti in nazionale ― Turchia | Cronologia completa delle presenze e delle reti in nazionale ― Turchia | Cronologia completa delle presenze e delle reti in nazionale ― Turchia | Cronologia completa delle presenze e delle reti in nazionale ― Turchia | Cronologia completa delle presenze e delle reti in nazionale ― Turchia |
| Data                                                                   | Città                                                                  | In casa                                                                | Risultato                                                              | Ospiti                                                                 | Competizione                                                           | Reti                                                                   | Note                                                                   |
| ---------------------------------------------------------------------- | ---------------------------------------------------------------------- | ---------------------------------------------------------------------- | ---------------------------------------------------------------------- | ---------------------------------------------------------------------- | ---------------------------------------------------------------------- | ---------------------------------------------------------------------- | ---------------------------------------------------------------------- |
| 22-3-2024                                                              | Budapest                                                               | Ungheria                                                               | 1 – 0                                                                  | Turchia                                                                | Amichevole                                                             | -                                                                      | 77’                                                                    |
| 20-3-2025                                                              | Istanbul                                                               | Turchia                                                                | 3 – 1                                                                  | Ungheria                                                               | UEFA Nations League 2024-2025 - Play-off                               | -                                                                      | 85’                                                                    |
| 7-6-2025                                                               | East Hartford                                                          | Stati Uniti                                                            | 1 – 2                                                                  | Turchia                                                                | Amichevole                                                             | -                                                                      | 84’                                                                    |
| Totale                                                                 |                                                                        | Presenze                                                               | 3                                                                      |                                                                        | Reti                                                                   | 0                                                                      |                                                                        |